# Афганистан на Паралимпийских играх
Афганистан на Паралимпийских играх впервые принял участие в 1996 году на летних Играх в Атланте, и с тех пор принимает участие на всех летних Играх (за исключением Игр 2000 года). На зимних Играх Афганистан участия пока не принимал. Медалей на Играх команды Афганистана пока не завоевали.